# جسیکا ول
جسیکا ول (انگلیسی: Jessica Vall؛ زادهٔ ۲۲ نوامبر ۱۹۸۸) ورزشکار ورزش شنا اهل اسپانیا است.
وی در مسابقات کشوری و بین‌المللی در مجموع برندهٔ ۲ مدال طلا، ۳ مدال نقره، ۳ مدال برنز شده‌است.